# Batman: la serie animada (videojuego)
Batman: The Animated Series es el primer videojuego basado en la serie homónima, y el
videojuego fue lanzado al mismo tiempo que la serie. El juego salió exclusivamente para Game Boy en 1993, dos años después salió su secuela llamada The Adventures of Batman & Robin.

## Modo de juego
El juego es de acción, aventuras y plataformas, la mayor parte del juego se juega con Batman, al final de cada etapa el jugador pelea con un jefe, estos jefes son villanos de Batman que aparecen en la serie. Sin embargo, el estilo y el diseño de las etapas en sí son diferentes entre sí, lo que da una notable diversidad en el juego. En ciertas ocasiones se puede controlar a Robin, aunque estas partes no duran mucho y no pasa mucho tiempo antes de que se vuelva a jugar con Batman. Batman cuenta con algunas herramientas disponibles, que son un Batigancho y unos Batarangs. Robin puede usar las mismas herramientas. Además de que cada personaje tiene habilidades únicas.

## Personajes
Además de Batman y Robin aparecen varios villanos de la serie cómo jefes que son:
- The Joker
- El Espantapájaros
- Mr. Freeze
- Catwoman
- Poison Ivy
- The Riddler
- El Pingüino

Además de aparecer villanos también aparecen ciertos aliados de Batman que son:
- Alfred Pennyworth aparece en el juego y es mencionado la mayoría de las veces.
- Summer Gleeson en algunas partes.
- Comisionado Gordon un personaje importante.
- Harvey Dent, aparece en el juego antes de convertirse en Dos Caras.
- Harvey Bullock no aparece físicamente pero es mencionado.